# Prača (Dimitrovgrad)
Prača (Servisch cyrillisch Прача) is een plaats in de Servische gemeente Dimitrovgrad. De plaats telt 2 inwoners (2002).